# Mars-Gletscher
Der Mars-Gletscher ist ein Gletscher im südöstlichen Teil der Alexander-I.-Insel westlich der Antarktischen Halbinsel. Er fließt in südlicher Richtung zum Schelfeis im George-VI-Sund, das er zwischen den Two Step Cliffs und dem Gebirgskamm Phobos Ridge erreicht.
Erstmals gesichtet und fotografiert wurde er bei einem Überflug am 23. November 1935 durch den US-amerikanischen Polarforscher Lincoln Ellsworth. Diese Luftaufnahmen dienten dem US-amerikanischen Kartografen W. L. G. Joerg einer ersten Kartierung. Eine Vermessung nahm der Falklands Islands Dependencies Survey im Jahr 1949 vor. Das UK Antarctic Place-Names Committee benannte ihn 1955 nach dem Planeten Mars.